# Kościół św. Jana Chrzciciela w Bogusławiu
Kościół św. Jana Chrzciciela w Bogusławiu – katolicki kościół filialny zlokalizowany we wsi Bogusław w gminie Dębno, w powiecie myśliborskim (województwo zachodniopomorskie). Należy do parafii św. Stanisława Biskupa Męczennika w Cychrach.

## Historia i architektura
Kościół został wzniesiony w 1900 roku, na miejscu wcześniejszej świątyni z 1695 roku. Nawa główna, murowana z kamienia i cegły, jest otynkowana. Nakryta jest dwuspadowym dachem. Okala ją ozdobny, arkadowy fryz. Zakończona jest wyodrębnionym, prostokątnym prezbiterium. Okna zamknięte są ostrymi łukami. Od strony zachodniej do kościoła przylega wieża z nieotynkowanej cegły. W jej zdobionym blendami i ostrołukowymi oknami licu umieszczone są tarcze zegara. Na wieży zawieszone są dwa dzwony z 1899 roku.
Wnętrze kościoła nakryte jest belkowanym, drewnianym stropem. Ściany wewnętrzne są otynkowane i pomalowane na miało. Nad wejściem znajduje się empora z prospektem organowym. Przy lewej ścianie postawiona jest oryginalna, drewniana ambona w stylu neogotyckim. W oknach znajdują się witraże, wykonane w latach 1984–1985 przez Irenę Kisielewską.
Po II wojnie światowej kościół został konsekrowany jako katolicki w dniu 24 kwietnia 1946 roku.